# Mychajło Wysznywecki
Mychajło Mychajłowycz Wysznywecki (ukr. Михайло Михайлович Вишнивецький ;ur. 16 maja 2002) – ukraiński zapaśnik walczący w stylu klasycznym. Zajął siódme miejsce na mistrzostwach świata w 2023. 
Ósmy na mistrzostwach Europy w 2023. Drugi na MŚ U-23 w 2022 i 2023. Wygrał ME U-23 w 2023, 2024 i 2025. Mistrz Europy juniorów w 2022 i drugi w 2021. Mistrz świata juniorów w 2022. Trzeci na MŚ kadetów w 2019 roku.